# O, die herfstdagen, die allerlaatste mooie herfstdagen
O, die herfstdagen, die allerlaatste mooie herfstdagen is een hoorspel van Rainer Puchert. Oh, diese Herbsttage, diese allerletzten schönen Herbsttage werd op 9 augustus 1980 door de Sender Freies Berlin uitgezonden. Willy Wielek-Berg vertaalde het en de VARA zond het uit op maandag 12 april 1982. De regisseur was Ad Löbler. Het hoorspel duurde 47 minuten.

## Rolbezetting
- Nell Koppen (Wally)
- Wim van den Brink (Albert)

## Inhoud
De echtelieden Wally en Albert, zij begin en hij einde zeventig, zitten op een bank in het park, om na een zware ziekte van Albert te genieten van een buitengewoon milde herfstdag. Wally’s opgeruimdheid, waar steeds weer de bezorgdheid om de goede gezondheid van Albert doorheen schemert, en Alberts vitterige knorrigheid, zijn vergeetachtigheid en haar eigenzinnige volharding, zijn opvliegendheid en haar pogingen om hem te kalmeren geven in deze dialoog steeds weer aanleiding tot verrassende wendingen. De omgang tussen de beide bejaarden, die af en toe bijna koddige trekjes krijgt, vindt echter een abrupt einde...